# Peter Agius
Peter Agius (ur. 9 kwietnia 1979 w St. Julian’s) – maltański polityk, prawnik i urzędnik, poseł do Parlamentu Europejskiego X kadencji.

## Życiorys
Ukończył studia prawnicze na Uniwersytecie Maltańskim. W 2006 uzyskał magisterium z prawa europejskiego na Université Libre de Bruxelles. Od 2002 pracował jako doradca w administracji Rady Unii Europejskiej. W 2012 objął stanowisko dyrektora biura informacyjnego Parlamentu Europejskiego na Malcie. Od 2017 zajmował się pisaniem przemówień dla przewodniczącego PE Antonia Tajaniego. Działacz Partii Narodowej, w 2021 został głównym rzecznikiem tego ugrupowania. W wyborach w 2024 z jego ramienia uzyskał mandat eurodeputowanego X kadencji.